# Ache rampante
Espèce
Classification phylogénétique
L’Ache rampante (Helosciadium repens) est une espèce de plantes à fleurs de la famille des apiacées. C'est une plante herbacée trouvée en Europe. Cette petite plante vivace vit en lisière des zones humides. Elle est proche de l'ache faux-cresson, Helosciadium nodiflorum, avec laquelle elle a été longtemps — et reste parfois — confondue.
Il s'agit d'une espèce presque exclusivement européenne qui a connu une forte régression au cours du XXe siècle, au point de justifier divers statuts de protection en Europe.

## Description

### Morphologie
- Taille — Plante de 5 à 30 cm de long (jusqu’à 1,5 m sous l'eau).

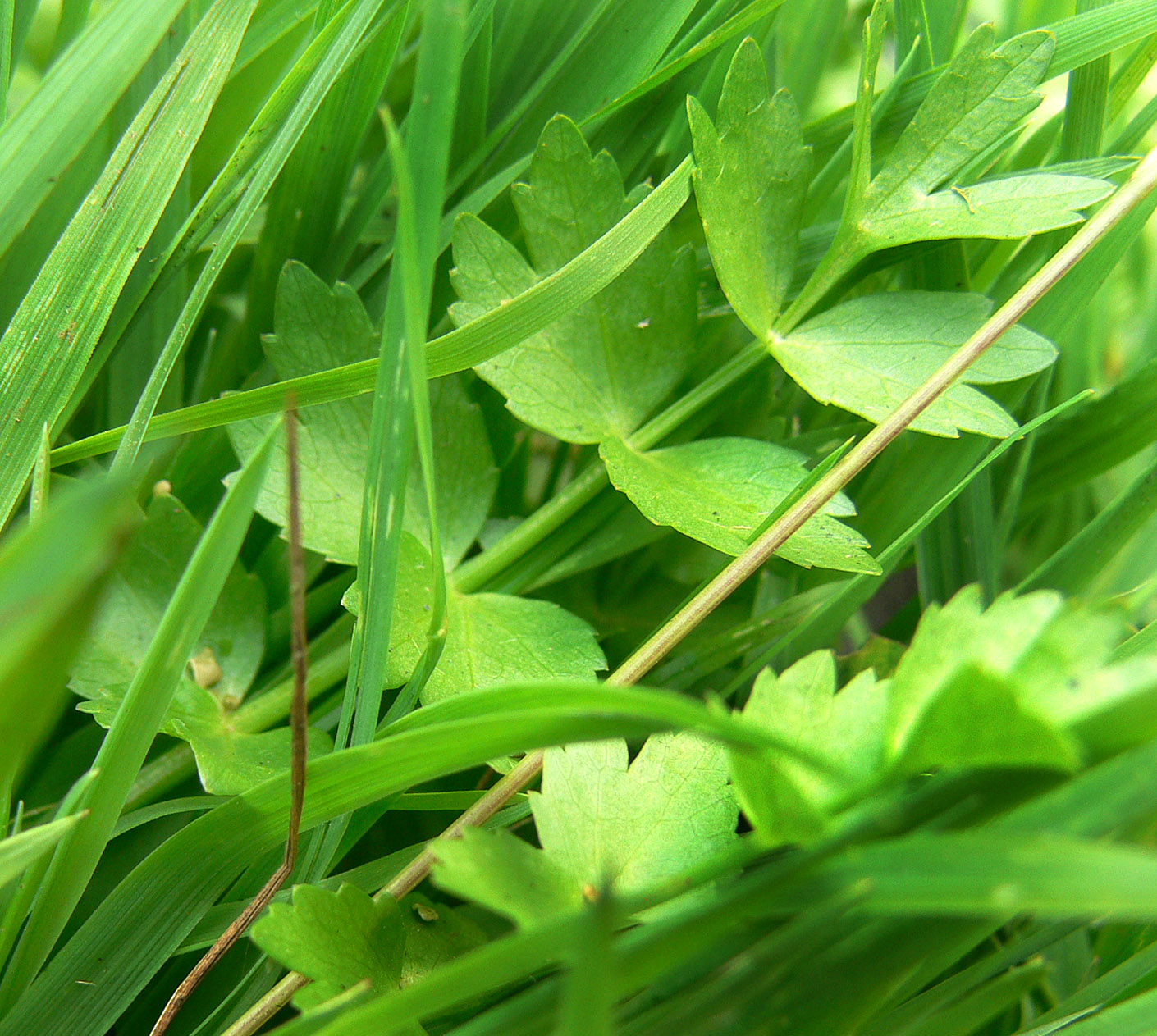
Feuille.

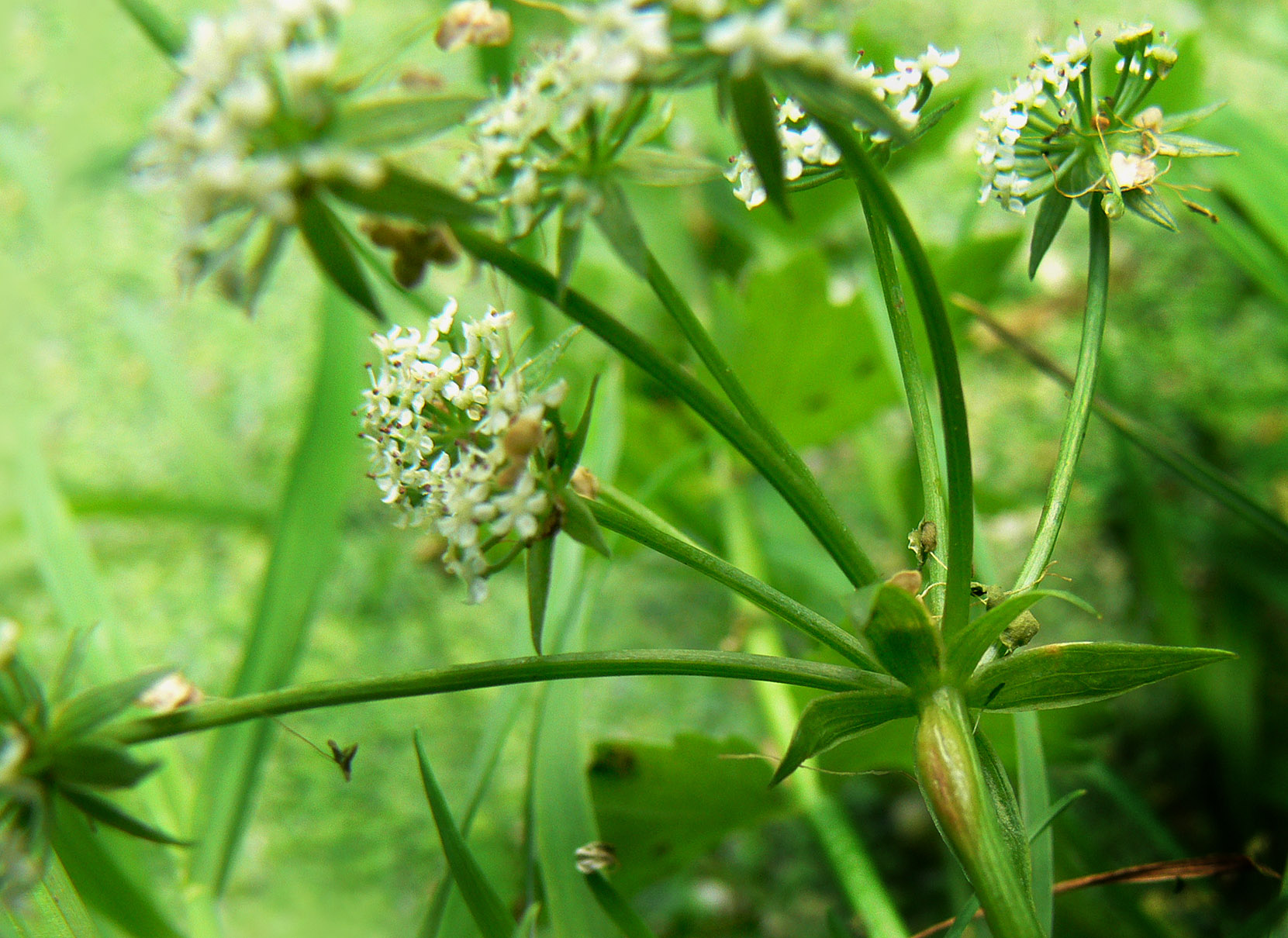
Ombelle et fleurs.

- Tige — Creuse, rampante (sur toute sa longueur) et radicante aux nœuds : chaque nœud des rameaux donne naissance à des racines. Les rameaux enchevêtrés donnent à la plante un aspect de tapis dense.
- Feuilles — Longues de 3 à 10 cm, les feuilles sont pennatiséquées. Les folioles sont ovales, presque aussi larges que longues, souvent bilobées, parfois même trilobées, et leur dentelure est souvent inégale et assez profonde.
- Fleurs — Petites ombelles composées, c'est-à-dire comportant des ombellules ; l'ombelle est longuement pédonculée, le pédoncule étant plus long que les rayons. Les fleurs sont blanches et sous-tendues par des involucres à 3 à 7 bractées (involucelle à 4-6 bractéoles non bordées de blanc). Pétales blanc à blanc-verdâtre, non émarginés et sans pointe repliée vers l’intérieur.
- Fruit — Akène double, ovale[1], à côtes étroites et saillantes, large de moins de 1,2 mm.

### Biologie
L'ache rampante est une hémicryptophyte pluriannuelle, c'est-à-dire une plante vivace susceptible de vivre plusieurs années, et dont les parties aériennes disparaissent à la mauvaise saison, les organes situés au ras du sol étant seuls conservés.
La période de floraison s'étend de juin à septembre, avec un maximum en juillet-août. La pollinisation, au moins partiellement allogame, est réalisée par des insectes (entomogamie). La dispersion des graines a lieu à l'automne.
La dissémination des graines est de type hydrochore : celles-ci sont transportées par l'eau et sont capables de flotter 50 jours au moins avant de tomber au fond.
La graine peut conserver son pouvoir germinatif longtemps dans la banque de graines du sol et sortir de dormance à la suite d'un étrépage, ou de sa mise à jour par un animal ou par tout autre processus d'érosion.

### Identification
De nombreux auteurs le soulignent, Helosciadium repens peut très facilement être confondue avec sa proche parente Helosciadium nodiflorum, beaucoup plus répandue et abondante, et dont certaines formes lui ressemblent fortement,,,. Les raisons de ces difficultés sont à la fois pratiques et historiques.

#### Difficultés pratiques
L'identification de l'ache rampante soulève de véritables difficultés sur le terrain, en raison de sa ressemblance avec l'ache nodiflore, mais surtout du fait de la très forte variabilité de celle-ci. Il existe en fait un véritable continuum morphologique entre les formes typiques de chacune des deux espèces. L'essentiel de cette variation est liée à la plasticité phénotypique d’Helosciadium nodiflorum qui est susceptible d'occuper une grande variété d'habitats des zones humides et dont la morphologie varie en conséquence ; certaines formes exondées (notamment la variété ochreatum) divergent grandement de la forme type et ressemblent à s'y méprendre à l'ache rampante. Divers variants de l'ache nodiflore ressemblant plus ou moins fortement à l'ache rampante ont ainsi reçu de la part des anciens botanistes des appellations particulières : H. nodiflorum var. pseudorepens H.C. Watson (1867), ou H. nodiflorum var. longipedunculatum Schultz forma simulans Riddelsdell. La difficulté s'accroît encore du fait que la forme de l'ache rampante, quoique plus stable, est elle-même susceptible  de se rapprocher de celle de l'ache nodiflore.
Face à une telle variation et à une telle continuité des caractères morphologiques, on est fondé soit à postuler l'existence d'hybrides, soit à s'interroger sur la réalité de la séparation en deux espèces. L'existence d'hybrides H. nodiflorum × H. repens fut avancée par Harry Joseph Riddelsdell en 1917, et George Claridge Druce décrivit par la suite un hybride supposé sous le nom (non valide) d’Apium × riddelsdellii ; les exemplaires concernés ont toutefois depuis lors été considérés comme de simples variétés d’H. nodiflorum. À l'heure actuelle, rien en fait ne prouve véritablement la réalité d'une telle hybridation.
Concernant l'identité spécifique de l'ache rampante par rapport à l'ache nofiflore, les caractères morphologiques sont de peu d'utilité en raison de la continuité des variations entre les deux espèces supposées. Au plan génétique, la formule chromosomique n'est pas plus concluante puisque, alors que le nombre de chromosomes (2n) est de 22 pour H. nodiflorum, les études cytologiques concernant H. repens sont ambiguës. Une étude moléculaire de 1996 a toutefois permis de conclure à la séparation des deux espèces : l'ache rampante est bien une espèce distincte.
L'ache rampante se distingue de l'ache nodiflore par les caractères suivants :
| Organe   | Caractère   | H. nodiflorum                  | H. n. ochreatum         | H. repens                                 |
| -------- | ----------- | ------------------------------ | ----------------------- | ----------------------------------------- |
| Tiges    | Aspect      | robustes, couchées-ascendantes | grêles, couchées        | grêles, couchées                          |
| Tiges    | Racines     | aux nœuds inférieurs seulement | à tous les nœuds        | à tous les nœuds                          |
| Ombelle  | Pédoncule   | nul ou très court              | inférieur aux rayons    | supérieur aux rayons                      |
| Ombelle  | Nb bractées | 0 à 2                          | 0 à 2                   | 3 à 7                                     |
| Folioles | Dents       | régulières                     | régulières              | irrégulières                              |
| Folioles | Forme       | plus longues que larges        | plus longues que larges | aussi longues que larges souvent bilobées |
| Fruits   | Forme       | plus longs que larges          | plus longs que larges   | un peu plus larges que longs              |
| Fruits   | Longueur    | 1,5 à 2,5 mm                   | 1,5 à 2,5 mm            | 0,7 à 1 mm                                |

#### Histoire taxonomique
L'histoire taxonomique d’H. repens est suffisamment confuse pour avoir dans le passé provoqué des problèmes d'identification. L'espèce a pourtant été reconnue pour la première fois dès 1775 par le botaniste néerlandais Nikolaus Joseph von Jacquin, et décrite dans sa Flora Austriaca sous le nom de Sium repens. Le gere Sium avait été créé en 1754 par Linné pour diverses apiacées parmi lesquelles Sium nodiflorum, l'actuelle Helosciadium nodiflorum. Au début du XIXe siècle, entre autres changements génériques, l'ache rampante sera successivement transférée dans le genre Apium par Mariano Lagasca y Segura en 1821, puis dans le genre Helosciadium créé par Wilhelm Koch en 1824, avant d'être réintégrée dans le genre Apium en 1867 par Heinrich Reichenbach.
Plus problématique au plan de la capacité des botanistes de terrain à identifier l'espèce, Gaston Bonnier et Georges de Layens, auteurs d'une très célèbre flore publiée pour la première fois en 1887, considèrent que l'ache rampante n'est qu'une sous-espèce de l'ache nodiflore et la décrivent sous le nom d’Helosciadium nodiflorum subsp. repens. Cette opinion sera reprise par Paul Victor Fournier, auteur d'une autre flore de référence publiée en 1940.

## Aire de répartition
France, Allemagne, Benelux, Danemark, Autriche, République tchèque, Hongrie et Pologne. Des populations fragmentées existent encore dans les îles Canaries et dans le Moyen-Atlas, ainsi que dans la péninsule Ibérique (Alicante, Aragón, Segovia, Teruel, Saragosse) et au Portugal, sous réserve qu'il n'y ait pas d'erreurs d'identification. Des populations autrefois clairsemées mais significatives ont disparu de Suisse où elles vivaient de 300 à 500 m d'altitude et probablement d'autres pays. Une population relictuelle fait l'objet d'une conservation attentive au Royaume-Uni. Sa systématique n'est pas claire dans les Balkans et la Turquie.

## Habitat
C'est une plante des écotones des îles de cours d’eau et des berges plates (ou pentes très douces) de lacs ou cours d'eau. Elle peut alors former des taches souvent temporaires, parfois assez denses sur des substrats boueux, sablonneux voire graveleux. Elle est parfois même flottante ou immergée dans des eaux courantes, mais on la trouve aussi sur les rives de cours d'eau asséchés en été ou le long de fossés de certains marais, dans des prés tourbeux (s'ils sont piétinés) voire dans des ornières humide ou dans les zones boueuses alluviales et inondables. Les gravières peuvent lui offrir un habitat de substitution. Dans le nord de la France, des populations importantes vivent dans des bas-marais dunaires et des prairies subhalophiles (sous influence saline) pâturées, ainsi que dans des prairies longuement inondables sur alluvions basiques.
Elle s'épanouit aussi - à certaines conditions - sur les prairies humides et bas-marais piétinés et pâturés par des animaux domestiques ou sauvages, voire par des humains parfois. Elle apprécie les milieux ensoleillés, assez humifères mais non-eutrophes, et gorgés d'eau en été (la nappe doit presque affleurer). Elle supporte une légère inondation en hiver et au printemps. Le pâturage (ou la tonte) semble être un facteur déterminant pour son maintien sous peine de la voir rapidement supplanter par une flore de plus grande taille.

Selon les essais de mise en culture, si sa reproduction sexuée est faiblement productive de graines en milieu naturel (cf broutage des fleurs et graines par les animaux), celle-ci est compensée par une bonne reproduction végétative et par une capacité de dormance longue de ses graines.
Ses populations sont réputées disséminées et souvent fugaces, mais peuvent réapparaître après quelques décennies quand les conditions sont à nouveau réunies. Quelques stations sont ainsi réapparues à la suite d'un étrépage, mais avec peu de pieds, et qui ne se maintiennent pas (selon le Conservatoire botanique de Bailleul et les expériences suisses).

## Menaces
L'eutrophisation, la mise en culture des prairies et le drainage superficiel des sols (ou la baisse de nappe à la suite de pompages ou de sécheresses répétées) sont des causes majeures de disparition ou régression de l'espèce. La fragmentation écopaysagère associé à la raréfaction des habitats et des populations de cette espèce en font une espèce menacée de disparition rapide.

## Statut de rareté
Il y a consensus sur le fait que l'espèce est rare aujourd'hui, mais il est possible que les populations du XIXe et XXe siècles aient été surestimées en raison de confusions avec A. nodiflurum par les botanistes et les ouvrages d'identification de l'époque, en raison d'une taxinomie encore confuse.
Aux Pays-Bas par exemple, le nombre de stations a chuté de 35 en 1950 à 2 en 1982. En 1986, certains auteurs considéraient qu'il n'en restait en France qu'une quinzaine de stations, dont la moitié dans le Nord-Pas-de-Calais.

## Conservation
En 1979, l'inscription d’Apium repens à l'annexe I de la Convention de Berne en faisait une espèce strictement protégée pour les États signataires. En 1992, elle était également inscrite aux annexes II et IV de la Directive Habitats, faisant obligation aux États membres de la Communauté européenne de prendre toutes les mesures nécessaires à une protection stricte des espèces concernées, et notamment interdire leur destruction ou la détérioration de leurs habitats. En France, l'ache rampante est protégée sur l'ensemble du territoire national par l'arrêté du 20 janvier 1982.
Des cultures conservatoires sont faites par les conservatoires botaniques en France, pour en cas de besoin pouvoir contribuer à renforcer des populations ou localement procéder à des réintroductions.

La création de larges zones tampons autour des zones humides, avec un entretien par pâturage lui serait favorable

Un plan de restauration est en cours au Royaume-Uni)
Elle a été retrouvée ou est localement réapparue sur quelques sites.

## Anciennes dénominations et synonymes
- Apium nodiflorum subsp. Repens (Jacq.) Thell. in Hegi, Ill. Fl. Mitt.-Eur. 5(2): 1150 (1926)
- Helosciadium nodiflorum subsp. Repens (Jacq.) Bonnier, Fl. Ill. France 4: 121 (1921)
- Helosciadium repens (Jacq.) W.D.J. Koch in Nova Acta Phys.-Med. Acad. Caes. Leop.-Carol. Nat. Cur. 12(1): 126 (1824)
- Sium repens Jacq., Fl. Austriac. 3: 34, tab. 260 (1775)